# Divisió (biologia)
En biologia, la divisió és la unitat taxonòmica (tàxon) situada entre el regne i la classe. S'utilitza en plantes, algues i fongs, mentre que en animals, per a aquest nivell taxonòmic, s'utilitza l'embrancament o fílum.

## Plantes i algues
Segons l'article 16.3 del Codi Internacional de Nomenclatura d'algues, fongs i plantes, en les plantes i les algues és obligatori que el nom de la divisió acabi en "-phyta" (catalanitzat "fits") i el de la subdivisió acabi en "-phytina" (catalanitzat "fitins").
Les divisions més importants de les plantes, en l'ordre en què probablement van evolucionar, són:
- Les molses (divisió Bryophyta)
- Les falgueres (divisió Pteridophyta)
- Les cues de cavall (divisió Sphenophyta)
- Les cícades (divisió Cycadophyta)
- Els Ginkgo (divisió Ginkgophyta)
- Les coníferes, (divisió Pinophyta)
- Els Gnetae (divisió Gnetophyta)
- Les angiospermes (divisió Anthophyta)

Les angiospermes són les plantes amb flors, que en l'actualitat dominen en el món vegetal. Es calcula que un 80% de totes les plantes vasculars són angiospermes.
Quan es va assumir que els briòfits en sentit ampli deixaven de tenir valor taxonòmic, les tres classes que contenia i definien a les molses (sensu stricto), les  antocerotes i les hepàtiques, van passar a tenir categoria de divisió: Bryophyta, Marchantiophyta i Anthocerotophyta.

## Fongs
Segons l'article 16.3 del Codi Internacional de Nomenclatura d'algues, fongs i plantes, en els fongs és obligatori que el nom de la divisió acabi en "-mycota" i la subdivisió en "-mycotina".
| Fílum           | Significat      | Nom comú          | Característiques distintives                                      |
| Chytridiomycota | Bolets potet    | Quítrids          | Cel·lulosa a les parets cel·lulars, gàmetes flagel·lades          |
| Deuteromycota   | Segon bolet     | Fongs imperfectes | Fongs no classificats; només s'hi ha observat reproducció asexual |
| Zygomycota      | Rovell de bolet | Zigomicots        | Barreja els gametangis per a formar un zigosporangi               |
| Glomeromycota   | Bolet pilota    | Globeromicots     | Forma micorrizes amb les plantes                                  |
| Ascomycota      | Bolet bossa     | Ascomicots        | Produeix ascòpores en un asc                                      |
| Basidiomycota   | Bolet de basidi | Basidiomicots     | Produeix basidiòspores en un basidi                               |